# Gisèle Freund
Gisèle Freund (Berlijn, 19 december 1908 – Parijs, 31 maart 2000) was een Frans fotografe en kunsthistorica die bekend is geworden om haar documentaire fotografie en haar portretten van schrijvers en kunstenaars. Haar bekendste boek, Photographie et société (1974), gaat over het gebruik en misbruik van het medium fotografie in het tijdperk van technologische reproductie.
Ze wordt beschouwd als een van de belangrijkste portretfotografen van de twintigste eeuw. Als portretfotograaf onderscheidde ze zich onder meer door het gebruik van kleur in een tijdperk dat nog werd beheerst door de zwart-witfotografie, en haar gave om een ongedwongen sfeer te scheppen en de persoonlijkheid van de geportretteerden naar boven te brengen in haar foto's.
In de loop van haar leven ontving ze verschillende onderscheidingen. Ze werd benoemd tot Officier des Arts et Lettres (1982) en tot ridder in het Legioen van Eer (1983). In 1991 was ze de eerste fotograaf die werd geëerd met een overzichtstentoonstelling in het Musée National d'Art Moderne in Parijs.
Freund overleed op 91-jarige leeftijd aan hartfalen. Ze is begraven op de Cimetière du Montparnasse in Parijs, niet ver van haar woning en atelier aan de rue Lalande 12. Na haar dood prees de Franse president Jacques Chirac haar als "een van de grootste fotografen ter wereld".

## Biografie

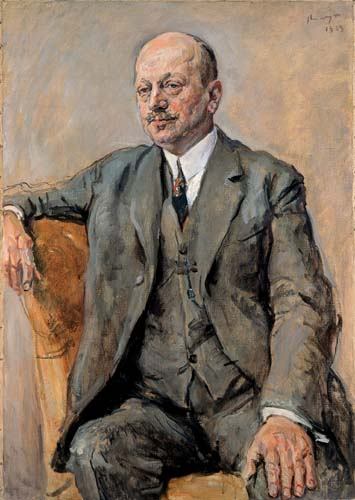
Portret van Julius Freund door Max Slevogt, 1925

Freund werd op 19 december 1908 geboren als dochter van de Duitse textielfabrikant Julius Freund en Clara Freund (geboren Dressel), in een gegoed Joods gezin in het Berlijnse district  Schöneberg. Haar vader was een fervent kunstverzamelaar en onderkende zijn dochters belangstelling voor fotografie. Hij gaf haar in 1925 haar eerste camera, een Voigtländer 6×9 en in 1929 een Leica kleinbeeldcamera toen ze haar middelbareschooldiploma behaalde.
In 1931 schreef Freund zich in voor een studie sociologie en kunstgeschiedenis aan de Universiteit van Freiburg en stapte een jaar later over naar de Universiteit van Frankfurt, waar ze aan het Instituut voor Sociale Wetenschappen studeerde onder Theodor Adorno, Karl Mannheim en Norbert Elias, de grondleggers van de Frankfurter Schule.
Ze werd lid van een socialistische jeugdgroep en gebruikte fotografie als onderdeel van haar socialistische praktijk. Een van haar eerste fotoreportages realiseerde ze op 1 mei 1932 tijdens een antifascistische demonstratie in Frankfurt. Op de foto's zijn onder meer Bertolt Brecht en Walter Benjamin te zien.
Op 30 mei 1933, zo'n drie maanden nadat Adolf Hitler in Duitsland aan de macht was gekomen, vluchtte Freund naar Parijs. Als socialistische activiste, als lid van een antifascistische groep en als Joodse, was ze niet meer veilig in Duitsland. Ze nam de nachttrein naar Parijs met haar fotonegatieven om haar lichaam gewikkeld om ze langs de grensbewaking te smokkelen. Freund zette haar studie voort aan de Sorbonne. Zij en de eveneens uit Frankfurt gevluchte Walter Benjamin ontmoetten elkaar weer in Parijs. Freunds bekende foto van Benjamin, lezend in de Nationale Bibliotheek van Parijs, stamt uit die periode.
Freund raakte in Parijs bevriend met de bekende literaire partners, Sylvia Beach van uitgeverij Shakespeare and Company en Adrienne Monnier van uitgeverij Maison des Amis des Livres. Monnier regelde in 1935 een schijnhuwelijk met Pierre Blum, zodat Freund een visum kon krijgen waarmee ze legaal in Frankrijk kon verblijven (ze scheidden officieel na de oorlog in 1948).
In 1935 nodigde André Malraux Freund uit een fotodocumentaire te maken van het "Eerste Internationale Congres ter verdediging van de cultuur" in Parijs en daar ontmoette ze veel Franse kunstenaars die ze later zou portretteren.
Freund voltooide haar promotieonderzoek aan de Sorbonne in 1936, en Monnier vertaalde haar proefschrift, La photographie en France au dix-neuvieme siècle (Fotografie in Frankrijk in de negentiende eeuw), naar het Frans en liet het drukken in haar eigen uitgeverij. Later dat jaar kreeg Freund internationale bekendheid met haar fotoreportage, "Northern England", dat een indruk gaf van de gevolgen van de depressie in Engeland. Deze reportage werd op 14 december 1936 gepubliceerd in het Amerikaanse tijdschrift Life, een van de eerste massatijdschriften in kleur en zou het begin inluiden van een levenslange band tussen de fotograaf en het tijdschrift.
Monnier "stelde [Freund] voor aan de kunstenaars en schrijvers die haar boeiendste [foto]onderwerpen zouden blijken te zijn". In 1938 stelde Monnier voor dat Freund James Joyce zou portretteren naar aanleiding van de op handen zijnde publicatie van diens roman Finnegans Wake. Joyce, die er niet van hield gefotografeerd te worden, nodigde Freund uit in zijn appartement in Parijs om haar eerdere werk te beoordelen. Hij was voldoende onder de indruk om haar toe te staan hem te fotograferen, en gedurende een periode van drie dagen maakte ze een reeks karakteristieke portretten van Joyce gedurende diens verblijf in Parijs.
In 1939 lukte het Freund, na enig aandringen, Virginia Woolf te portretteren en maakte ze de iconische foto's van de Britse auteur die later tentoongesteld zouden worden in de National Portrait Gallery. De foto's, gemaakt enkele weken voor Woolf haar leven beëindigde, boden ook een glimp van de huiselijke sfeer van de schrijfster. Iets meer dan een jaar later werd Woolfs woning aan Tavistock Square verwoest tijdens The Blitz".
Op 10 juni 1940, vlak voor de nazi-bezetting van Parijs, ontvluchtte Freund de Franse hoofdstad en reisde naar het departement Lot in de "zone libre". Haar officiële echtgenoot, Pierre, was door de nazi's gevangengenomen en naar een gevangenenkamp gestuurd. Hij kon echter ontsnappen en ontmoette Freund kortstondig voordat hij terugkeerde naar Parijs om zich bij het verzet aan te sluiten. Als echtgenote van een ontsnapte gevangene, als joodse en als socialiste was Freund ook in Vichy-Frankrijk niet veilig.
In 1942 vluchtte ze, met hulp van André Malraux, naar de Argentijnse hoofdstad Buenos Aires, "op uitnodiging van Victoria Ocampo, directeur van het tijdschrift Sur. Ocampo vormde het middelpunt van de Argentijnse intellectuele elite in die periode en via haar ontmoette en fotografeerde Freund vele grote schrijvers en kunstenaars, waaronder Jorge Luis Borges en Pablo Neruda".
Freund maakte verschillende reizen door Zuid-Amerika, onder meer naar Patagonië en de Andeslanden en fotografeerde er met een open, bijna etnografische, blik. 
Toen Robert Capa en andere voormalige oorlogsfotografen in 1947 het fotoagentschap Magnum oprichtten, werd Freund geassocieerd lid. Ze woonde voornamelijk in Mexico-Stad en maakte fotoreportages in heel Midden- en Zuid-Amerika. Het geplande verblijf van twee weken in Mexico groeide uit tot twee jaar, dankzij het schildersechtpaar Frida Kahlo en Diego Rivera. Freund portretteerde Frida Kahlo en documenteerde het leven van het schildersduo. Frida Kahlo werd verliefd op Freund, zo bleek uit de vele brieven die ze haar stuurde. Toen Freund uit Mexico vertrok, gaf Kahlo haar een Mexicaanse ketting en een ring met de woorden 'Vergeet Frida niet'. Het is niet bekend of Freund Kahlo's liefde beantwoordde. Freund sprak zelden over haar liefdesaffaires. Wel was ze zeer lovend over Frida Kahlo, die twee jaar na haar vertrek overleed.
In 1950 verscheen in het tijdschrift Life Freund's fotoreportage van een weelderig geklede, met juwelen getooide Eva Peron, hetgeen zorgde voor opschudding onder veel van Perons aanhangers – de foto’s van de opzichtig geklede Evita Peron druisten in tegen het officiële bezuinigingsbeleid van de Peronistische partij. De reportage leidde tot diplomatieke wrijving tussen de Verenigde Staten en Argentinië en de Argentijnse regering zette het tijdschrift Life op de zwarte lijst. Freund moest wederom met haar negatieven een land ontvluchten en verhuisde naar Mexico, waar ze bevriend raakte met de kunstenaars Diego Rivera, Frida Kahlo, David Alfaro Siqueiros en José Clemente Orozco. 
In 1954, op het hoogtepunt van de rode schrik, werd ze door de Amerikaanse regering tot persona non grata verklaard vanwege haar socialistische opvattingen en haar contacten met postrevolutionaire Mexicaanse schrijvers en beeldend kunstenaars. Hierop werden ook de banden tussen Magnum en Freund verbroken.
In 1953 keerde ze definitief terug naar Parijs. Gedurende haar loopbaan had ze zo'n tachtig fotojournalistieke opdrachten uitgevoerd, voornamelijk voor Life en Time, maar ook voor andere tijdschriften, waaronder Du, The Sunday Times (Londen), Vu, Picture Post, Weekly Illustrated en Paris Match. Vanaf de jaren zestig hield Freund zich vooral bezig met schrijven, terwijl ondertussen haar reputatie als portretfotograaf met elke tentoonstelling groeide.

## Exposities
Individuële exposities
- 1939 - Ecrivains célèbres, Galerie Adrienne Monnier, Parijs. Peggy Guggenheim Jeune Gallery, Londen
- 1946 - Amérique Latine, Maison de l'Amérique Latine, Parijs
- 1968 - Au Pays des Visages 1938–1968, Musée d’Art Moderne de la Ville de Paris, Parijs
- 1973 - Musée d'Art et d'Histoire, Nîmes
- 1975 - Robert Schoelkopf Gallery, New York
- 1977 - Gisèle Freund: Retrospective, Fotoforum der Gesamthochschule, Kassel
- 1978 - Musée Reattu, Arles
- 1979 - Sidney Janis Gallery, New York
- 1981 - Axiom Gallery, Melbourne
- 1984 - Fotografie Forum International, Frankfurt
- 1992 - Itinéraires, Centre Georges Pompidou en Musée d'Art Moderne de la Ville de Paris, Parijs
- 1993 - Anita Neugebauer Galerie, Bazel
- 1995 - Museum für Moderne Kunst, Frankfurt
- 1996 - Goethe Institut, Parijs
- Galerie nationale du Jeu de Paume, Parijs
- 1998 - Gisèle Freund: Photographs, Ton Peek Gallery, Utrecht
- 2000 - Fotografisk Center, Kopenhagen
- 2001 - Centre de Cultura Contemporania, Barcelona

## Publicaties
Boeken gepubliceerd door Gisèle Freund
- La photographie en France au dix-neuvieme siècle [De Franse fotografie in negentiende eeuw], La Maison des Amis des Livres, Parijs (1936)
- France (1945)
- Guia Arquitectura Mexicana Contemporánea [Gids voor de hedendaagse Mexicaanse architectuur]
- Mexique precolombien [Pre-Columbiaans Mexico] (1954)
- James Joyce in Paris: His Final Years (1965)
- Le monde et ma camera [De wereld en mijn camera] (1970)
- Photographie et société [Fotografie en maatschappij], Éditions du Seuil, Parijs (1974)
- Mémoires de l'Oeil [Memoires van het oog] (1977)
- Portfolio: Au pays des visages [Portfolio: landschap van gezichten] (1978)
- Trois Jours avec Joyce [Drie dagen met Joyce] (1982)
- Itineraires [Routebeschrijving] (1985)
- Gisèle Freund, photographer (1985)
- Gisèle Freund, Portraits d'ecrivains et d'artistes [Gisèle Freunds portretten van schrijvers en kunstenaars] (1989)
- Gisèle Freund, portrait. Entretiens avec Rauda Jamis [Portret: Interviews met Rauda Jamis] (1991)
- The Poetry of the Portrait: Photographs of Writers and Artists (1998)

Postume uitgaven
- Gisele Freund: Photographs door Christian Caujolle. Schirmer/Mosel Verlag, 2008
- La Photographie en France au dix-neuvieme siecle [herziene en uitgebreide druk met Andre Gunthert], 2011
- Gisèle Freund: l'oeil frontière, Paris 1933-1940, RMN, Grandpalais, 2011
- Carnets de Gisèle Freund, RMN-Grandpalais, 2011

## Erkenning

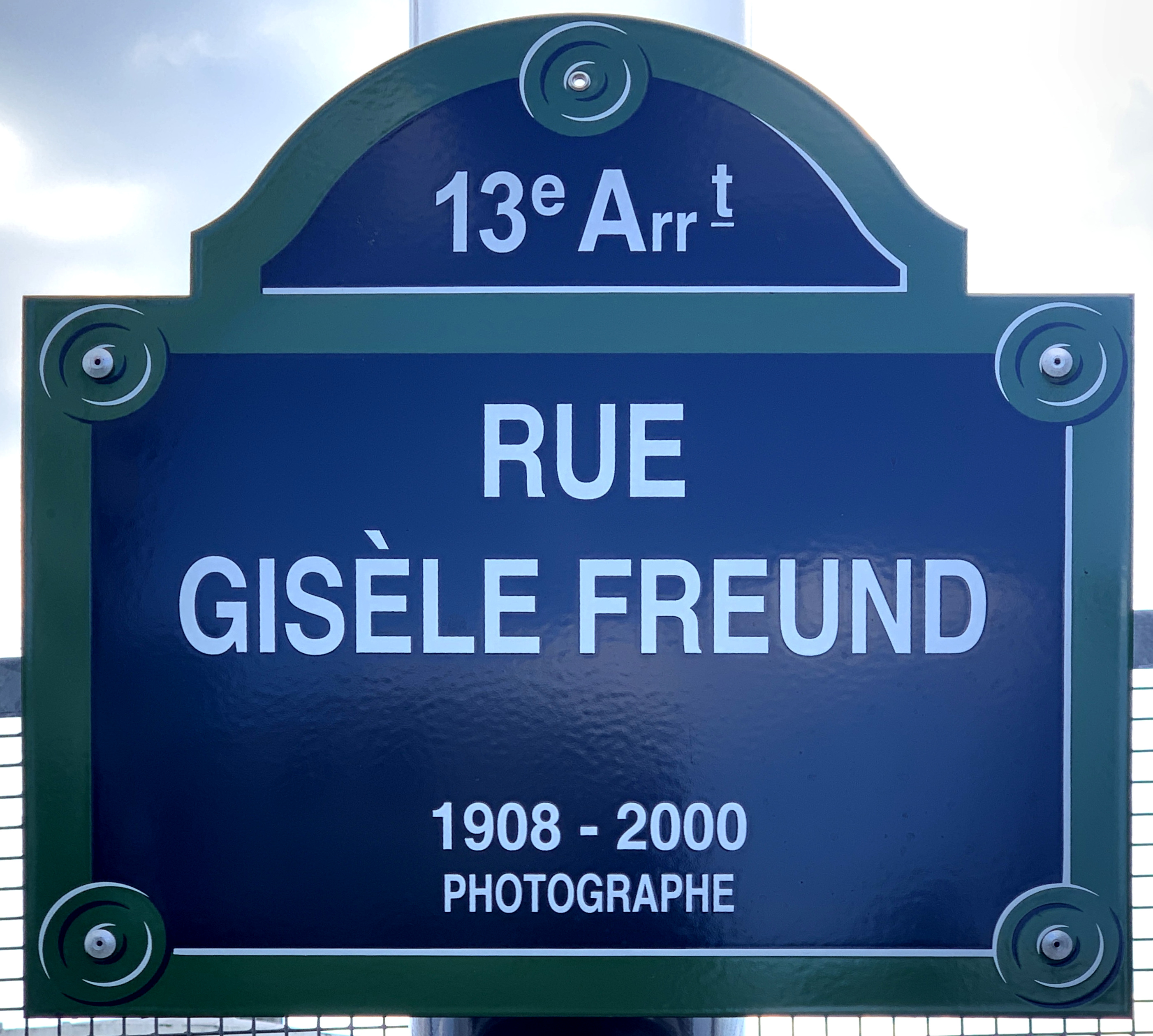
Rue Gisèle Freund,
13e arrondissement, Parijs

Freund kreeg tijdens haar leven en postuum brede erkenning voor haar werk. Verschillende boeken zijn aan haar leven en werk gewijd, waaronder enkele biografieën. Ook de documentaire Gisèle Freund, portrait intime d'une photographe visionnaire (2019) van de Franse regisseur Teri Wehn-Damisch schetst een beeld van haar leven. Daarnaast zijn verschillende straten naar haar vernoemd, onder meer in Parijs en Berlijn.  
Onderscheidingen
- 1977 - Verkozen tot voorzitter van de Fédération Française des Associations de Photographes Créateurs (Frankrijk)[19]
- 1978 - Cultuurprijs van de Duitse Vereniging voor Fotografie (Kulturpreis der Deutschen Gesellschaft für Photographie, West-Duitsland)[19]
- 1980 - Grand prix national des Arts pour la Photographie (Grand Prix national de la photographie, Frankrijk)
- 1982 - Officier in de Orde van Kunsten en Letteren (Ordre des Arts et des Lettres, Frankrijk)
- 1983 - Ridder in de Nationale orde van het Legioen van Eer (Ordre national de la Légion d'honneur, Frankrijk)
- 1987 - Officier in de Nationale Orde van Verdienste (Ordre national du Mérite, Frankrijk)
- 1989 - Eredoctoraat National Museum of Photography van de Universiteit van Bradford[19]

Boeken over Gisèle Freund (selectie)
- 1991 - Catalogue de l'œuvre photographique Gisèle Freund
- 1994 - You have seen their faces: Gisèle Freund, Walter Benjamin and Margaret Bourke-White as headhunters of the thirties[20]
- 1998 - Gisèle Freund door Hans Joachim Neyer, Argon[21]
- 2008 - Gisèle Freund. Ein Leben door Bettina de Cosnac Arche Verlag[22]
- 2011 - Catalogue de l'exposition Gisèle Freund L'Oeil Frontière Paris 1933-1940[23][24]
- 2015 - Frida Kahlo: The Gisèle Freund Photographs door Gérard De Cortanze en Lorraine Audric[25]

Documentaires en televisie
- Gisèle Freund, portrait intime d'une photographe visionnaire (2019), filmdocumentaire van de Franse regisseur Teri Wehn-Damisch
  - In Nederland uitgezonden onder de titel Gisèle Freund - Portret van een visionair fotograaf, Close Up (NPO 2), 26 september 2023.[4]
- In de documentaire Paris Was a Woman (1996) van de Amerikaanse filmregisseur Greta Schiller zijn verschillende interviews met Gisèle Freund opgenomen, waarin ze spreekt over haar ervaringen in het Parijs van de jaren dertig.[26]
- Gisèle Freund im Gespräch mit Georg Stefan Troller (1 uur), in de serie "Zeugen des Jahrhunderts", uitgezonden door ZDF op 24 september 1993.[27]

- Bibsys: 90533554
- Biblioteca Nacional de España: XX1145946
- Bibliothèque nationale de France: cb11903586h (data)
- Catàleg d'autoritats de noms i títols de Catalunya: 981058581314206706
- CiNii: DA00742487
- Gemeinsame Normdatei: 11853534X
- International Standard Name Identifier: 0000 0001 1027 2454
- Library of Congress Control Number: n79109184
- Nationale Bibliotheek van Letland: 000212022
- National Gallery of Victoria: 2312
- Nationale Bibliotheek van Tsjechië: xx0167758
- Nationale Bibliotheek van Israël: 987007261467305171
- Nationale Bibliotheek van Polen: a0000003348073
- Nederlandse Thesaurus van Auteursnamen: 069315310
- PIC: 333325
- RKD-Nederlands Instituut voor Kunstgeschiedenis: 206418
- Istituto Centrale per il Catalogo Unico: CFIV043105
- LIBRIS: 187454
- SNAC: w6k93th0
- Système universitaire de documentation: 026874970
- Union List of Artist Names: 500094124
- Virtual International Authority File: 56609984
- WorldCat: E39PBJpTYMgCCpwFdqqrPDbjmd